# 24 bites architektúra
Ez a szócikk a számítógép-architektúráról szól. Lásd még: true color színmélység.
A számítógép-architektúrák területén 24 bites egészek, memóriacímek és más adategységek azok, melyek legfeljebb 24 biten (3 oktett) kifejezhetők, illetve ilyen szélesek. 24 bites mikroprocesszor-, illetve ALU-architektúrák továbbá azok, melyek ilyen méretű regisztereket, címsíneket és adatsíneket használnak.
24 biten 16 777 216 értéket lehet megkülönböztetni
Az említésre érdemes 24 bites gépek közé tartozik az SDS 930 és 940, az ICT 1900-sorozat és a Datacraft miniszámítógép/Harris H-sorozat.
Az 1964-ben bejelentett IBM System/360 népszerű rendszer volt, 24 bites címzéssel és 32 bites általános regiszterekkel és aritmetikával. Az 1980-as elején kezdtek terjedni az első népszerű személyi számítógépek, közéjük tartozott az IBM PC/AT,  Intel 80286 processzorral (24 bites címzéssel, 16 bites regiszterekkel és aritmetikával) és az Apple Macintosh 128k Motorola 68000 processzorral (24 bites címzéssel, 32 bites regiszterekkel).
Az eZ80 mikroprocesszor- és mikrokontroller-család regiszterei és lineáris címzésmódja  8/16 bites Z80-nal.
A 65816-os egy mikroprocesszor- és mikrokontroller-család 16 bites regiszterekkel és 24 bites „bank switching” lapozott címzéssel. Binárisan kompatibilis a 8 bites 6502-vel.
Sok fixpontos DSP-nek van 24 bites adatsínje; a 24 bitet azért választják szóhosszúságnak, mert a digitális hang feldolgozásához megfelelő precizitást tesz lehetővé.
A Motorola 56000 sorozatban három párhuzamos, 24 bites adatbusz van, mindegyik más memória-címtérhez csatlakozik, ezek: programmemória, adatmemória X, adatmemória Y.
Az Engineering Research Associates (később a UNIVAC részeként működött) által tervezett, 24 bites, dobmemóriás gépek közé tartozott az Atlas, kereskedelmi verziójában UNIVAC 1101, az ATHENA computer, a UNIVAC 1824 irányító számítógép stb.
Ezeknél a megoldásoknál azért választották a 24 bites szóhosszúságot, mert a Föld átmérője nagyjából 40 millió láb, és egy interkontinentális ballisztikus rakéta földközéppontú inerciális irányításához szükséges számításoknak néhány láb pontosság elegendő.
Sok lebegőpontos DSP és más lebegőpontos rendszer, köztük az egyszeres pontosságú lebegőpontos formátum is 24 bites mantisszát használ.